# معتمدية سيدي بوبكر
استحدثت معتمدية سيدي بوبكر من ولاية قفصة إثر أمر حكومي عدد 240 لسنة 2015 مؤرخ في 1 يونيو 2015 يتعلق بإحداث معتمديتين جديدتين بولاية قفصة وبتنقيح الأمر عدد 543 لسنة 1996 المؤرخ في 1 أبريل 1996 المتعلق بضبط عدد وتسمية معتمديات ولايات الجمهورية. يبلغ عدد سكانها 6.000 نسمة ولها عمادتان: سيدي بوبكر وأم الأقصاب.

## الحدود
- شرقا : معتمدية قفصة الجنوبية / أم العرائس
- غربا : الجزائر
- جنوبا : أم العرائس
- شمالا : القصرين